# Цитраты
Цитра́ты — класс химических соединений, соли и эфиры лимонной кислоты. Включает в себя изоцитраты, дицитраты и пр. Ряд цитратов — метаболиты цикла трикарбоновых кислот.

## Применение
Такие вещества, как цитрат натрия, цитрат калия, цитрат кальция, дицитрат трикалия висмута), широко используется в качестве вкусовой добавки, регулятора кислотности и консерванта в пищевой промышленности (пищевые добавки E330—Е333), в производстве плавленых сыров, напитков, сухих смесей для приготовления шипучих напитков.

## Примеры
Соединения цитрат-иона (анион лимонной кислоты C6H8O7) с Me (металлом) разной валентности, сложные эфиры (триметилцитрат).

### Неорганические соединения
- Цитрат кобальта(II)
- Цитрат марганца
- Цитрат меди
- Цитрат неодима(III)
- Цитрат свинца(II)
- Цитрат серебра
- Цитрат железа(III)-аммония

### Органические соединения
- Цитрат аммония (аммоний лимоннокислый)